# Cao Ngọc Hùng
Cao Ngọc Hùng (sinh ngày 10 tháng 3 năm 1990) là vận động viên điền kinh khuyết tật người Việt Nam, chuyên nội dung ném lao hạng thương tật F57.

## Thuở niên thiếu
Sinh ra tại Quảng Bình và từng sống tại TP.HCM, Cao Ngọc Hùng mắc bại liệt chân từ năm 2 tuổi. Gia đình khó khăn khiến anh phải nghỉ học từ năm lớp 9 để phụ mẹ bán phở và chăm sóc gia đình. Đến năm 16 tuổi, anh được tuyển vào đội điền kinh người khuyết tật tại Trung tâm Thể thao quận Tân Bình, nơi anh bắt đầu hành trình thể thao đầy cảm hứng. 
Anh đã vượt qua rất nhiều thử thách về thể chất và hoàn cảnh gia đình để trở thành một trong những vận động viên hàng đầu của Việt Nam trong thể thao dành cho người khuyết tật. Khi được hỏi về tấm HCĐ Paralympic, HLV Đặng Văn Phúc từng chia sẻ rằng dù thua hai đối thủ Iran có thể hình vượt trội, thành tích ấy vẫn vô cùng đáng tự hào với Hùng và thể thao Việt Nam. 

## Sự nghiệp và thành tích nổi bật
Cao Ngọc Hùng là vận động viên Việt Nam đầu tiên giành huy chương Paralympic ở nội dung điền kinh. Tại Paralympics Rio 2016, anh đạt Huy chương Đồng nội dung ném lao F56/57 với cú ném 43,27 m — đây là tấm HC đầu tiên của điền kinh người khuyết tật Việt Nam tại Paralympic.
Tại Paralympic Tokyo 2020 (tổ chức năm 2021), dù ném đạt 43,91 m, vượt qua thành tích tại Rio, anh chỉ xếp hạng thứ 6/12, không bảo vệ được huy chương do đối thủ quá mạnh, trong đó có vận động viên lập kỷ lục thế giới mới.